# Seznami o letalstvu
Seznami o letalstvu: Seznam o zrakoplovih, kot so vojaška, civilna, vodna, transportna, amfibijska, transportna, poslovna, jadralna, brezpilotna, jurišna, bombniška, prestrezniška letala in o helikopterjih in drugih rotorskih zrakoplovih in drugo:
- Seznam helikopterjev
- Seznam najbolj proizvajanih zrakoplovov
- Seznam transportnih vojaških helikopterjev
- Seznam nadzvočnih letal
- Seznam najbolj proizvajanih helikopterjev
- Seznam vodnih in amfibijskih letal
- Seznam vojaških letal
- Seznam lovskih letal druge svetovne vojne
- Seznam lovskih letal prve svetovne vojne
- Seznam bombnikov druge svetovne vojne
- Seznam jurišnikov druge svetovne vojne
- Seznam nočnih lovcev druge svetovne vojne
- Seznam vojaških brezpilotnih letal
- Seznam bombnikov
- Seznam letalskih motorjev
- Seznam helikopterjev
- Seznam ultralhakih helikopterjev
- Seznam jadralnih letal
- Seznam vojaških jadralnih letal iz 2. svetovne vojne
- Seznam letal VTOL
- Seznam poslovnih letal
- Seznam letečih tankerjev
- Seznam letalonosilk Vojne mornarice ZDA
- Seznam letalonosilk Kraljeve vojne mornarice
- Seznam letališč v Sloveniji